# Alain Ferry (écrivain)
Pour les articles homonymes, voir Alain Ferry et Ferry.
Alain Ferry, né le 17 décembre 1939 en Algérie est un professeur et écrivain français, lauréat du prix Médicis essai en 2009.

## Biographie
Alain Ferry est né le 17 décembre 1939 à Bône en Algérie. En 1966 il devient professeur agrégé de lettres classiques au Prytanée national militaire de La Flèche où il a enseigné pendant plus de trente ans. Le 4 novembre 2009, il a reçu le prix Médicis essai pour son roman Mémoire d'un fou d'Emma, inspiré de Madame Bovary, de Gustave Flaubert.